# Dypsis basilonga
Dypsis basilonga är en enhjärtbladig växtart som först beskrevs av Henri Lucien Jumelle och Joseph Marie Henry Alfred Perrier de la Bâthie, och fick sitt nu gällande namn av Henk Jaap Beentje och John Dransfield. Dypsis basilonga ingår i släktet Dypsis och familjen Arecaceae. IUCN kategoriserar arten globalt som akut hotad. Inga underarter finns listade i Catalogue of Life.